# كريس لوري
كريس لوري هو متزلج جماعي كندي، ولد في 24 يوليو 1962 في وندسور في كندا.

## وصلات خارجية
- كريس لوري على موقع أوليمبيديا (الإنجليزية)